# Igor Staryguine
Igor Vladimirovitch Staryguine (en russe : Игорь Владимирович Старыгин), né à Moscou le 13 juin 1946, mort à Moscou le 8 novembre 2009, est un acteur soviétique puis russe.

## Filmographie
- 1966 : Adjudant de son Excellence (Адъютант его превосходительства) d'Evgueni Tachkov : Mikki
- 1968 : Nous vivrons jusqu'à lundi (Dojiviom do ponedelnika) de Stanislav Rostotski
- 1978 : D'Artagnan et les Trois Mousquetaires de Gueorgui Jungwald-Khilkevitch
- 1979 : Mariée pour la première fois de Iossif Kheifitz